# Заславський Євген Осипович
Заславський Євген Осипович (20.12.1844, Воронеж – 13.06.1878, Санкт-Петербург) — організатор та керівник «Південноросійського союзу робітників». 

## Біографія
Народився в м. Воронеж (нині місто в РФ) у родині полковника. Навчався в Петровській землеробській і лісовій академії під Москвою (нині Московська сільськогосподарська академія імені К. А. Тимірязєва) та Петербурзькому технологічному інституті; брав участь у революційному студентському русі. 

### Діяльність в Україні
На початку 1870 служив помічником керуючого маєтками генерала Колосовського в Полтавській губернії, на Гетьманщині. 1872 переїхав до Одеси, де заснував легальну друкарню. Був одним із організаторів нелегальної школи для демократично налаштованої молоді, читав лекції з політичної економії. Від 1873 провадив соціалістичну пропаганду серед одеських робітників. Весною 1875 під його керівництвом оформився "Південноросійський союз робітників". 
Виступав за знищення імперії Романових, пропагував утопічні економічні теорії. Істотний уплив на його погляди мало вчення народника Петра Лаврова. 
У грудні 1875 у зв'язку з розгромом робітничої організації заарештований і 1877 засуджений до 10 років каторги. Помер від сухот у лікарні Петербурзької в'язниці.